# Овечкино (деревня, Москва)
Овечкино — деревня в Троицком административном округе Москвы  (до 1 июля 2012 года была в составе Подольского района Московской области). Входит в состав поселения Щаповское.

## Население
| 1859 | 1890 | 1899 | 1926 | 2002 | 2006 | 2010 |
| ---- | ---- | ---- | ---- | ---- | ---- | ---- |
| 177  | ↘154 | ↘98  | ↗140 | ↘14  | ↘12  | ↗19  |

Согласно Всероссийской переписи, в 2002 году в деревне проживало 14 человек (4 мужчин и 10 женщин). По данным на 2005 год в деревне проживало 12 человек.

## География
Деревня Овечкино расположена в восточной части Троицкого административного округа, примерно в 52 км к юго-западу от центра города Москвы.
В 1,5 км юго-восточнее деревни проходит Варшавское шоссе, в 7 км к северо-западу — Калужское шоссе А130, в 2 км к северу — Московское малое кольцо А107, в 12 км к востоку — линия Курского направления Московской железной дороги.
К деревне приписано пять садоводческих товариществ (СНТ). Ближайшие населённые пункты — деревня Сатино-Русское и посёлок Курилово.

## История
В «Списке населённых мест» 1862 года — владельческая деревня 1-го стана Подольского уезда Московской губернии по правую сторону Московско-Варшавского шоссе, из Подольска в Малоярославец, в 14 верстах от уездного города и 14 верстах от становой квартиры, при ручье Воропойка и колодцах, с 29 дворами и 177 жителями (80 мужчин, 97 женщин).
По данным на 1899 год — деревня Клёновской волости Подольского уезда с 98 жителями.
В 1913 году — 25 дворов.
По материалам Всесоюзной переписи населения 1926 года — деревня Сатинского сельсовета Клёновской волости Подольского уезда в 1,1 км от Варшавского шоссе и 11,7 км от станции Гривно Курской железной дороги, проживало 140 жителей (62 мужчины, 78 женщин), насчитывалось 28 хозяйств, из которых 27 крестьянских.
1929—1963, 1965—2012 гг. — населённый пункт в составе Подольского района Московской области.
1963—1965 гг. — в составе Ленинского укрупнённого сельского района Московской области.
С 2012 г. — в составе города Москвы.